# Komisariat Straży Celnej „Ludwikówka”

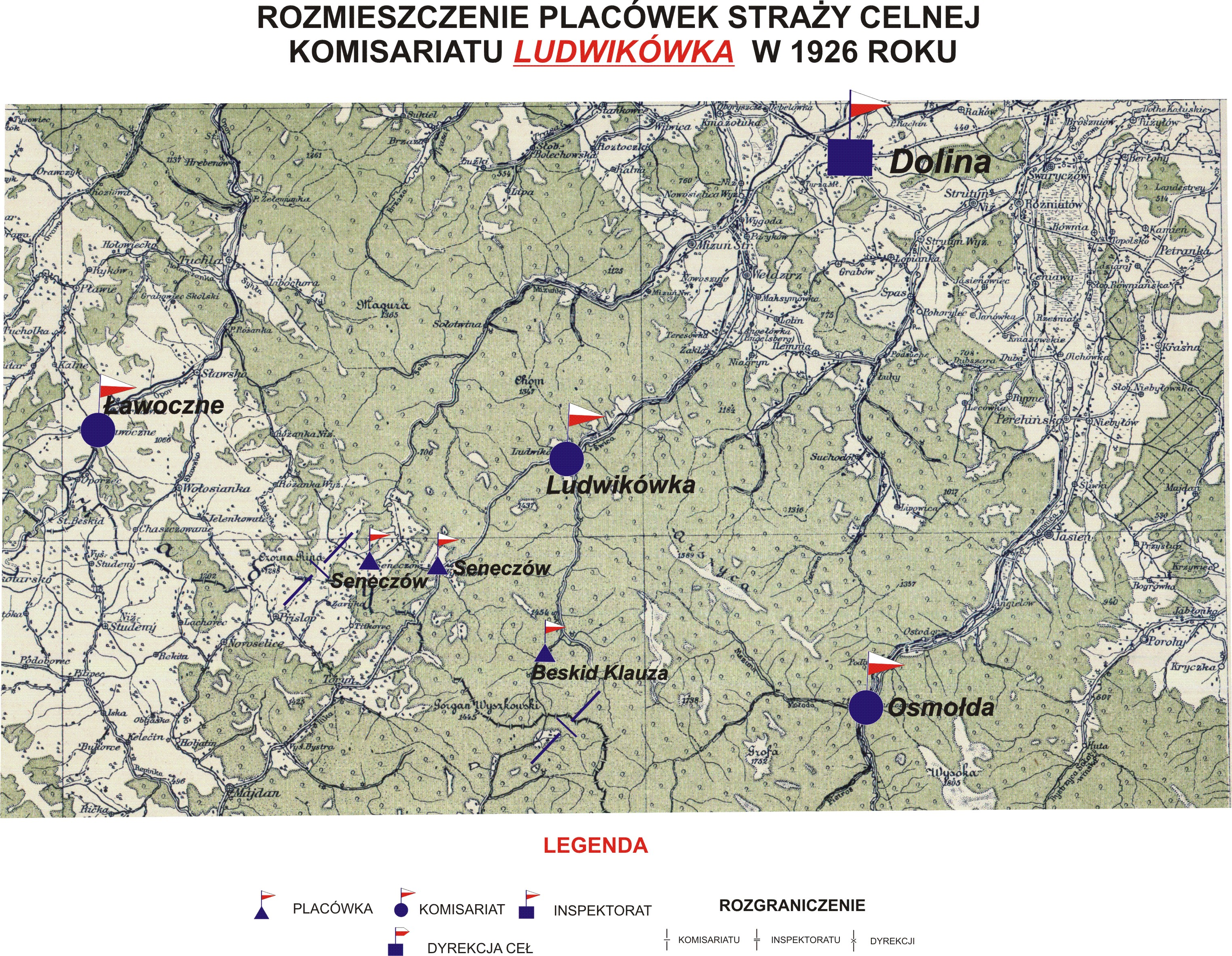
Rozmieszczenie placówek SC Komisariatu Ludwikówka w 1926 r.

Komisariat Straży Celnej „Ludwikówka” – jednostka organizacyjna Straży Celnej pełniąca służbę ochronną na granicy polsko-czechosłowackiej w latach 1921–1928.

## Formowanie i zmiany organizacyjne
Na wniosek Ministerstwa Skarbu, uchwałą z 10 marca 1920 roku, powołano do życia Straż Celną. Jednostki Straży Celnej rozpoczęły przejmowanie odcinków granicy od pododdziałów Batalionów Celnych. W 1921 roku w Ludwikówku stacjonował sztab 3 kompanii 12 batalionu celnego. Proces tworzenia Straży Celnej trwał do końca 1922 roku. Komisariat Straży Celnej „Ludwikówka”, wraz ze swoimi placówkami granicznymi, wszedł w podporządkowanie Inspektoratu Straży Celnej „Dolina”.
W drugiej połowie 1927 roku przystąpiono do gruntownej reorganizacji Straży Celnej. W praktyce skutkowało to rozwiązaniem tej formacji granicznej. Rozporządzeniem Prezydenta Rzeczypospolitej Polskiej Ignacego Mościckiego z 22 marca 1928 roku w jej miejsce powoływano z dniem 2 kwietnia 1928 roku Straż Graniczną.
Rozkazem nr 5 z 16 maja 1928 roku w sprawie organizacji Małopolskiego Inspektoratu Okręgowego dowódca Straży Granicznej gen. bryg. Stefan Pasławski powołał komisariat Straży Granicznej „Ludwikówka”, który przejął ochronę granicy od rozwiązywanego komisariatu Straży Celnej.

## Służba graniczna
Sąsiednie komisariaty
- Komisariat Straży Celnej „Ławoczne”  ⇔ komisariat Straży Celnej „Osmołoda” − 1926

## Funkcjonariusze komisariatu
Obsada personalna w 1926:
- kierownik komisariatu – komisarz Kazimierz Czerny
- pomocnik kierownika komisariatu – starszy przodownik Marian Flis (1)

## Struktura organizacyjna
Organizacja komisariatu w 1926 roku:
- komenda – Ludwikówka
- placówka Straży Celnej „Beskid Klauza”
- placówka Straży Celnej „Wyszków”
- placówka Straży Celnej „Seneczów”